# Ваксель, Лев Савельевич
Лев Савельевич Ваксель (1776—1816) — российский естествоиспытатель, энтомолог, археолог, специалист в области механики; инженер-полковник.

## Биография
Родился 2 марта 1776 года[по какому календарю?]. Дед — швед Свен (Савелий Лавреньтьевич) Ваксель, родился в Стокгольме и был на русской службе с 1724 года. Отец — полковник Савелий Савельевич Ваксель (1730—1781); мать Анна Ивановна происходила из известного рода Корсаковых. В 1778 году Ваксели получили потомственное дворянство, а в конце XVIII века — земельные владения в Дорогобужском уезде Смоленской губернии.
Его биография практически не изучалась. Известно, что в 1797—1798 годах Л. С. Ваксель путешествовал по Крыму. Он собирал монеты, искал старинные греческие и генуэзские надписи на камнях и стенах древних сооружений. Известно также, что в ноябре 1801 года он стал членом-корреспондентом Петербургской академии наук, в феврале 1804 года — её членом-корреспондентом-пансионером.
В 1801 году — надворный советник, в 1805 году — коллежский советник.
Дважды, в 1802 и в 1806—1809 годах Ваксель был в Лондоне «как технический резидент Адмиралтейской коллегии и Департамента водяных коммуникаций». На заседаниях Петербургской академии наук зачитывались письма Вакселя, адресованные в академию, с информацией о его научных исследованиях и находках (например, находке костей древних животных), о наблюдениях самого ученого (например, во время переезда Л. С. Вакселя в 1805 году из Лондона в Петербург на корабле «Альмерия» он наблюдал т. н. «ложное солнце»).
Ваксель сообщал в академию о возможности приобретения коллекции птиц и животных и присылал в Петербург образцы и целые коллекции минералов, растительности и чучел и костей животных. Академия наук получала от него также книги. Вернувшись в Россию, Ваксель продолжил научно-исследовательскую работу. Так, в августе 1812 года он отправил из Твери в Академию наук несколько ящиков с минералами.
Умер 6 (18) сентября 1816 года.
Его жена, дочь действительного статского советника Ивана Артамоновича Фурсова, умерла в 27-летнем возрасте 23 декабря 1813 года и была похоронена на Смоленском православном кладбище.

## Публикации Л. В. Вакселя
- Изображения разных памятников древности, найденных на берегах Чернаго моря принадлежащих Российской империи.: Снятыя с подлинников в 1797 м и 1798 м годах: С приложением географической карты тех мест, где оные памятники обретены с древними наименованиями. — СПб.: Печатано у И. К. Шнора, 1801. — 8 c., [15] л. ил., карт.;
- Описание чугунной дороги (Iron Rail Way) учрежденной в графстве Суррей, в Англии, в 1802 году, изобретенной для удобнейшаго и легчайшаго перевозу разных грузов и тяжестей, лошадьми. — СПб.: В медицинской типографии, 1805. — 25, [1] c.: табл., [1] л. черт.

В первой работе он попытался расшифровать некоторые средневековые надписи, которые были обнаружены им в древней крепости в Судаке. Ваксель указывал, что он не пытался «изъяснить» каждую надпись: своей задачей он считал указать места, где они были найдены, описать форму и особенности найденных предметов с надписями. В результате, им было сделано множество рисунков, переписаны тексты подлинников, приведены географические карты с указанием мест находок. Во второй работе он изложил выгоды железной дороги.